# Sure Know Something
«Sure Know Something» — песня группы Kiss с их студийного альбома 1979 года Dynasty.
Это песня относится к тем временам, когда группа Kiss была на своём пике. В США она стала их очередным хитом, достигнув 47 места в чарте Billboard Hot 100.

## Сюжет песни
Сайт Songfacts утверждает, что это песня «о молодом парне, которого переполняют чувства к женщине, с которой он потерял свою девственность». (Хотя, скорее, поющий рассказывает, что это произошло когда-то давно, когда ему было 17 лет. Потом она разбила ему сердце, но по ночам на него опять находят чувства, по ночам он всё ещё нуждается в ней и всё ещё слышит, как она зовёт его по имени.)

## История создания
Пол Стэнли написал эту песню с продюсером Вини Понсией. Как считает всё тот же музыкальный сайт Songfacts, «это одна из тех песен, где Пол Стэнли управляется с лид-гитарой так же хорошо, как с лид-вокалом».

## Участник записи
- Пол Стэнли — ведущий вокал, ритм-гитара и соло-гитарист
- Джин Симмонс — бас-гитара
- Эйс Фрейли — дополнительная гитара, бэк-вокал
- Антон Фиг — ударные
- Вини Понсия — клавишные, бэк-вокал